# デモゴルゴン
デモゴルゴン（Demogorgon、デーモゴルゴーン）とは、神または悪魔として言及される名前である。ギリシア神話に由来するとされることも多いが、実際にはキリスト教の学者により、異教の神あるいは悪魔の名前として創造されたものである。冥界と関わりのある強力な原始の存在とみなされ、その名前さえもタブーとされた。

## 起源
デモゴルゴンに最初に言及したのは西暦350年 - 400年頃のキリスト教徒によるスコリア（古注）で、スタティウスの『テーバイス』 (Thebais) の余白に用語解説を書き込んだ。
現代の狂信的な悪魔学者は、この無名の書写生をあれやこれやのキリスト教著述家と勘違いしたままである。
しかしこれ以前には、デモゴルゴンという異教の神に関する記述は存在しなかった。
それでも、中世後期までには原初の存在デモゴルゴンという存在はヨーロッパの人々の想像力に根付き、「デモゴルゴンの息子パン」は、ボッカチオの『異教の神々の系譜』 (Genealogie Deorum) における「ヘルメスの息子パン」の奇妙な異文になった。
デモゴルゴン自体が空想の産物であることもあって、その名の起源は定かではない。
ギリシア語の単語 daimon （「精霊」を意味し、中世初期のキリスト教では「悪魔」を暗示していた）または demos （「人々」の意だが、可能性は低い）と、Gorgon （ゴルゴン）または gorgos （「不気味」）に由来するなど諸説ある。
demiurge （デミウルゴス）から変化したという説もあるが、前述の説ほど支持されてはいない。

## 文学における登場例
ジョン・ミルトンの叙事詩『失楽園』では、デモゴルゴンはオルクスやハデスと共に悪魔のひとりとして取り上げられている。
ここでは、デモゴルゴンは地獄の住人ではなく、サタンが地獄から地球に向かう際に通過した「混沌」と「夜」が支配する領域の住人として登場する。
ルドヴィーコ・アリオストの『狂えるオルランド』 (Orlando Furioso) では、デモゴルゴンはヒマラヤ山脈に壮麗な寺院を構え、5年ごとにモイライやジンたちを招集している。
その他、デモゴルゴンは以下の作品にも登場している。
- クリストファー・マーロウの『フォースタス博士』 (Doctor Faustus)
- エドマンド・スペンサーの『妖精の女王』 (The Faerie Queene)
- パーシー・ビッシュ・シェリーの『鎖を解かれたプロメテウス』 (Prometheus Unbound)